# Vinegar Bend (Alabama)
Vinegar Bend es un lugar designado por el censo ubicado en el condado de Washington en el estado estadounidense de Alabama. En el Censo de 2010 tenía una población de 192 habitantes y una densidad poblacional de 12,59 personas por km².

## Geografía
Vinegar Bend se encuentra ubicado en las coordenadas 31°15′33″N 88°22′2″O / 31.25917, -88.36722. Según la Oficina del Censo de los Estados Unidos, Vinegar Bend tiene una superficie total de 24.53 km², de la cual 24.48 km² corresponden a tierra firme y (0.21%) 0.05 km² es agua.

## Demografía
Según el censo de 2010, había 192 personas residiendo en Vinegar Bend. La densidad de población era de 12,59 hab./km². De los 192 habitantes, Vinegar Bend estaba compuesto por el 15.1% blancos, el 79.17% eran afroamericanos, el 2.6% eran amerindios, el 0.52% eran asiáticos, el 0% eran isleños del Pacífico, el 0% eran de otras razas y el 2.6% pertenecían a dos o más razas. Del total de la población el 0% eran hispanos o latinos de cualquier raza.